# چوی جونگ وون (بازیگر، زاده ۱۹۶۹)
چوی جونگ وون (کره‌ای: 최정원؛ زادهٔ ۲ اوت ۱۹۶۹) بازیگر اهل کره جنوبی است. او بیشتر به خاطر ایفای نقش در تئاترهای موزیکال شناخته می‌شود و در تولیدات کره‌ای همچون داستان وست ساید، شیکاگو و ماما میا! ایفای نقش کرده است.